# تيد فورد
تيد فورد (بالإنجليزية: Ted Ford)‏ هو لاعب كرة قاعدة أمريكي، ولد في 7 فبراير 1947 في فينيلاند في الولايات المتحدة.

## وصلات خارجية
- تيد فورد على موقعبيزبول رفرنس.كوم (الدوري الرئيسي) (الإنجليزية)
- تيد فورد على موقعبيزبول رفرنس.كوم (الدوري الثانوي) (الإنجليزية)